# Parafia Wniebowzięcia Najświętszej Maryi Panny w Łubinie Kościelnym
Parafia pw. Wniebowzięcia Najświętszej Maryi Panny w Łubinie Kościelnym – parafia rzymskokatolicka należąca do dekanatu bielskiego, diecezji drohiczyńskiej, metropolii białostockiej. Siedziba parafii znajduje się w Łubinie Kościelnym.

## Obszar parafii

### Miejscowości i ulice
W granicach parafii znajdują się miejscowości:

- Bodaki,
- Brześciankę,
- Bujnowo,
- Dębowo,
- Grabowiec,
- Kadłubówkę,
- Koszewo,
- Łubin Kościelny,
- Łubin Rudołty,
- Malesze,
- Nowosady,
- Sierakowiznę,
- Skrzypki Małe,
- Truski

## Msze Święte i nabożeństwa

### Odpusty w parafii
- św. Piotra i Pawła – 29 czerwca;
- Wniebowzięcia Najświętszej Maryi Panny – 15 sierpnia

### Nabożeństwo adoracyjne
- Trójcy Przenajświętszej i w dni następne